# Tage Danielsson-priset
Tage Danielsson-priset, Stiftelsen Linköpings kommuns pris till Tage Danielssons minne, utdelas till en förtjänt humanist i Tage Danielssons mening och anda.
Priset är på minst 50 000 kronor (beroende på stiftelsens årliga avkastning av förvaltade medel) och delas numera ut vartannat år.

## Pristagare
- 1987 – Hans Alfredson
- 1990 – Suzanne Osten
- 1992 – Marit Paulsen
- 1994 – Ferenc Göndör
- 1996 – Jonas Gardell
- 1998 – Georg Henrik von Wright
- 2000 – Kristina Lugn
- 2002 – Fredrik Lindström
- 2004 – Viveca Lärn
- 2006 – Erik Blix
- 2008 – Per Åhlin[2]
- 2010 – Sissela Kyle[3]
- 2012 – Jan Berglin[4]
- 2014 – Claes Eriksson[5]
- 2016 – Bodil Jönsson[6]
- 2018 – Jesper Rönndahl[7]
- 2020 – Liv Strömquist[8]
- 2022 – Henrik Dorsin[9]
- 2024 – Sara Lövestam[10]